# فسون دمیرل
فسون دمیرل (ترکی استانبولی: Füsun Demirel؛ زادهٔ ۱۳ ژوئن ۱۹۵۸) هنرپیشه اهل ترکیه است. او تاکنون در بیش از ۶۰ فیلم حضور داشته‌است.